# Донской 4-й казачий полк
4-й Донской казачий графа Платова полк

## Ранние формирования полка
4-й Донской казачий полк являлся прямым наследником Донского казачьего Жирова полка, который был сформирован перед Отечественной войной 1812 года и принял участие во многих сражениях при изгнании Наполеоновской армии из России.

### Первое формирование 2-го полка
Впервые Донской казачий полк под № 2 был сформирован 26 мая 1835 года на основании нового положения о Донском казачьем войске. Периодически этот полк созывался в строй и распускался на льготу, также менялся его текущий номер (в зависимости от свободного номера полка при созыве). Кроме номера в названии полка также положено было означать и имя его текущего командира.
В Крымскую войну сражался с турками на Дунае, а затем находился в Крыму и был в делах с англо-французами.
В 1863—1864 годах полк находился в Польше и принимал участие в подавлении восстания поляков.

## Окончательное формирование полка
В 1874 году с Дона на внешнюю службу был вызван очередной Донской казачий № 22 полк и 27 июля 1875 года он был назван Донской казачий № 4-го полк. С этих пор оставался первоочередным и более на льготу не распускался.
В 1877—1878 годах полк состоял в 4-й кавалерийской дивизии генерал-лейтенанта Е. Т. Крылова и принимал участие в кампании против турок на Балканах.
С 24 мая 1894 года полк именовался как 4-й Донской казачий полк. 26 августа 1904 года вечным шефом полка был назван граф Платов и его имя было присоединено к имени полка.
В 1914—1917 годах полк принимал участие в Первой мировой войне.

## Знаки отличия полка
- Полковое Георгиевское знамя с надписью «За отличную храбрость и поражение неприятеля в Отечественную войну 1812 года», пожалованное 29 апреля 1869 года (отличие унаследованно от Донского казачьего Жирова полка, которому знамя с этой надписью было пожаловано 8 октября 1813 года).
- Одиночные белевые петлицы на воротнике и обшлагах нижних чинов, пожалованные 6 декабря 1908 года.

## Командиры полка
- 16.05.1872 — 26.02.1877 — полковник Чернозубов, Григорий Фёдорович
- в 1877—1878 — полковник Власов

* 13.07.1883 - 12.06.1890 полковник А. Д. Траилин
- 12.06.1890 - 29.04.1896 полковник Ф. Я. Рыковский[источник не указан 2849 дней]
- 17.05.1896 — 06.12.1902 — полковник Абрамов, Фёдор Фёдорович
- 05.02.1903 — 02.08.1908 — полковник Алубаев, Аркадий Ильич
- 07.08.1908 — 01.01.1911 — полковник Шляхтин, Эраст Алексеевич
- 20.01.1911 — 30.01.1913 — полковник Васильев, Иван Андреевич
- 30.01.1913 — 27.04.1916 — полковник Крюков, Иван Иванович
- 01.06.1916 — 27.01.1917 — флигель-адъютант, полковник Его Императорское Высочество князь Александр Георгиевич Романовский герцог Лейхтенбергский
- 04.02.1917 - 12.04.1917 - полковник Яковлев